# Gadhada
Gadhada là một thành phố và khu đô thị của quận Bhavnagar thuộc bang Gujarat, Ấn Độ.

## Địa lý
Gadhada có vị trí 21°58′B 71°34′Đ / 21,97°B 71,57°Đ Nó có độ cao trung bình là 104 mét (341 feet).

## Nhân khẩu
Theo điều tra dân số năm 2001 của Ấn Độ, Gadhada có dân số 26.751 người. Phái nam chiếm 52% tổng số dân và phái nữ chiếm 48%. Gadhada có tỷ lệ 62% biết đọc biết viết, cao hơn tỷ lệ trung bình toàn quốc là 59,5%: tỷ lệ cho phái nam là 70%, và tỷ lệ cho phái nữ là 54%. Tại Gadhada, 16% dân số nhỏ hơn 6 tuổi.